# Heber Manning Wells
Heber Manning Wells (ur. 11 sierpnia 1859, zm. 12 marca 1938) – amerykański polityk, republikanin, pierwszy gubernator stanu Utah (w latach 1896‒1905).